# Inofficiella Europamästerskapet i bandy 2016
Inofficiella Europamästerskapet i bandy 2016 är det tredje europamästerskapet i bandy och det avgörs i Davos, Schweiz. Matcherna spelades på Eisstadion Davos, matchtiden 2x30. Matcherna spelades med sjumannalag eftersom det var för varmt. 

## Deltagande nationer
- Estland
- Nederländerna
- Tyskland

## Gruppspelet
| Datum          | Tid UTC+1                | Match                    | Resultat         | Arena            |
| -------------- | ------------------------ | ------------------------ | ---------------- | ---------------- |
| 8 januari 2016 | 1                        | Estland – Tyskland       | 5-1              | Eisstadion Davos |
| 8 januari 2016 | 1                        | Tyskland – Nederländerna | 2-4              | Eisstadion Davos |
| 8 januari 2016 | 1                        | Nederländerna – Estland  | 2-3              | Eisstadion Davos |
| 9 januari 2016 |                          |                          |                  |                  |
| 1              | Tyskland – Estland       | 0-5                      | Eisstadion Davos |                  |
| 1              | Tyskland – Nederländerna | 0-4                      | Eisstadion Davos |                  |
| 1              | Estland – Nederländerna  | 4-3                      | Eisstadion Davos |                  |

### Tabell
En seger gav två poäng, oavgjort gav en poäng och förlust gav inga poäng.
| Nr | Lag           | S | V | O | F | GM | IM | MS  | P |
| -- | ------------- | - | - | - | - | -- | -- | --- | - |
| 1  | Estland       | 4 | 4 | 0 | 0 | 17 | 6  | +11 | 8 |
| 2  | Nederländerna | 4 | 2 | 0 | 2 | 13 | 9  | +4  | 4 |
| 3  | Tyskland      | 4 | 0 | 0 | 4 | 3  | 18 | −15 | 0 |

(Tabellen uppdaterad 1 Februari 2016)